# Злата Петровић
Злата Петровић (Београд, 13. јул 1962) српска је певачица.

## Биографија
Рођена је 13. јула 1962. године у Београду, у тадашњој Народној Републици Србији. Отац јој је црногорског, а мајка ромског порекла. Врло млада је почела да пева са мајком по кафанама и ресторанима.
Први албум је снимила 1983. године, а песма Дођи да ми руке грејеш донела јој је огромну популарност. Њени највећи хитови су поред ове песме и Оженићеш се ти, Заборави плаве косе, Учинило време своје, Полудело срце, Он ме воли, он ме жели, Мађије, Недеља, Плачи, моли, Миришеш на њу, Враголаста, Оаза среће и Загушљиво.
Променила је неколико дискографских кућа, а почела је у Дискотону. Премда је албуме издавала често, никада није била у врху српске естраде. Ипак, деценијама је један од најпопуларнијих интерпретатора ромске музике, и један од најтраженијих забављача на народним весељима.
Родитељи су је удали на силу када је имала 14 година, а она је две године касније напустила мужа и удала се за другог. Била је у браку са певачем народне музике Хасаном Дудићем, али су разведени. Након тога се удала за ТВ водитеља Зорана Пејића, али се и од њега развела. Из оба брака има по једног сина. Године 2010. учествовала је у ријалити-шоуу Фарма.

## Дискографија
- Дођи да ми руке грејеш (1983)
- Љуби ме још мало (1984)
- Срце ће га препознати (1986)
- Кога сам ја то волела (1987)
- Дај ми Боже мало среће (1989)
- Душмани (1991)
- Учинило време своје (1993)
- Проклет да је овај живот (1994)
- Љуби ме још мало - the best of (1995)
- Не даш ми да дишем (1995)
- Браво, ти си победио (1996)
- Љубав нема памет (1997)
- Инфективно лудило Злате Петровић - the best of (1998)
- Миришеш на њу (2001)
- Загушљиво (2004)
- Пола три (2008)

## Фестивали
- 1992. Хит парада - Полудело срце